# ESPA Augmented Geostationary Laboratory Experiment
ESPA Augmented Geostationary Laboratory Experiment (EAGLE) est un remorqueur spatial / dispenseur de satellites capable d'atteindre l'orbite géostationnaire, développé par l'Air Force Research Laboratory. Ce programme s'inscrit dans la volonté des États-Unis de renforcer leur position stratégique dans l'espace.

## Caractéristiques
EAGLE est conçu à partir d'une plateforme EELV Secondary Payload Adapter (en) (ESPA), le remorqueur spatial / dispenseur de satellites réservé aux charges utiles secondaires des lanceurs Atlas V et Delta IV, équipé d'un module de propulsion permettant de le hisser jusqu'à l'orbite géostationnaire. Il est capable d'emporter 1 086 kg de charge utile sur cinq emplacements au standard ESPA, sous forme soit de satellites déployables, soit d'instruments fixes. Comme ESPA, il se place sous la charge utile principale d'un lanceur et est compatible avec plusieurs lanceurs. Sa durée de vie prévue est de 1 an.

## Historique
EAGLE est développé par Orbital Sciences Corporation (désormais Northrop Grumman Innovation Systems) pour l'Air Force Research Laboratory dans le cadre du Space Test Program. Il est lancé le 14 avril 2018 à bord d'un lanceur Atlas V (configuration 551) depuis le SLC-41 de la Base de lancement de Cap Canaveral. Il emporte cinq charges utiles, dont trois déployables :
- HTI-SpX (Hypertemporal Imaging Space Experiment)
- Mycroft (satellite)
- CEASE-III-RR (Compact Environmental Anomaly Sensor III Risk Reduction)
- ISAL (Inverse Synthetic Aperture Ladar)
- ARMOR

Mycroft et deux autres engins, USA 286 et USA 287, se détachent une fois arrivés en orbite géostationnaire.

## Successeurs

### ESPAStar
L'expérience EAGLE étant un succès, Northrop Grumman propose alors sur son catalogue une nouvelle plateforme issue de ces travaux, nommée ESPAStar,. Outre les lanceurs EELV, la plateforme peut désormais être utilisée sur les lanceurs Falcon 9 et Falcon Heavy. Elle peut transporter jusqu'à six charges utiles fixes, ou douze séparables. Elle est optimisée pour les missions en orbite géostationnaire (GEO), mais peut également être utilisée pour les orbites basses (LEO) et moyennes (MEO).

### ROOSTER
Northrop Grumman a remporté un contrat en 2017 pour développer la plateforme LDPE (Long Duration Propulsive EELV Secondary Payload Adapter, ensuite renommée en ROOSTER, Rapid On-Orbit Space Technology and Evaluation Ring), évolution de la plateforme ESPAStar et capable d'emporter de petites charges utiles. Le 8 juillet 2022, Northrop Grumman a signé un contrat de 22 millions de dollars pour développer ROOSTER-4, destinée à envoyer des engins devant tester le ravitaillement et la maintenance en orbite.